# Pedro de la Cerda
Pedro de la Cerda y López-Mollinedo (San Miguel, Manila 1 de julio de 1871 - Madrid, 16 de mayo de 1941) fue un militar español.

## Biografía
Nació el 1 de julio de 1871, en San Miguel, Manila en el seno de una familia de militares. Ingresó en la Academia General Militar el 29 de agosto de 1887, comenzando su carrera militar. Llegó a intervenir en la campaña de Cuba. Agregado militar en la embajada española en el Imperio ruso, fue observador militar durante la Guerra Ruso-Japonesa. En 1922 ascendió al rango de general de brigada. El 17 de abril de 1931, poco después de producirse la proclamación de la Segunda República, fue ascendido al rango de general de división. Durante el periodo republicano ocupó los mandos de las divisiones orgánicas VII, VIII y VI. En octubre de 1934, mientras estaba al frente de la VIII División Orgánica, le sorprendieron los Hechos revolucionarios de Asturias e inicialmente intervino en las operaciones militares. Desde León mandó algunas unidades militares para intentar frenar a los mineros y revolucionarios asturianos, sin mucho éxito. En junio de 1936 fue sustituido en el mando de la VI División Orgánica por el general Domingo Batet.
Tras el comienzo de la Guerra Civil, se mantuvo fiel a la República. En febrero de 1937 fue nombrado comandante de la III División Orgánica, con sede en Valencia. Sin embargo, no ocuparía este puesto durante mucho tiempo, ya que fue cesado unos meses después. No volvió a ocupar ningún puesto relevante.
Su pista se pierde tras la Guerra civil.  Murió en Madrid el 16 de mayo de 1941.

## Obras
- De la Cerda, Pedro (1904). Las armas de fuego al comenzar el siglo XX. Ministerio de la Guerra: Madrid.
- De la Cerda, Pedro; Lefevre, Eugenia  (1930). Viaje Universal. En busca de la verdad. Compañía Ibero-Americana de Publicaciones: Madrid.
- De la Cerda, Pedro; Lefevre, Eugenia (1931). El Sol de los Soviets. Imprenta Castellana: Valladolid.